# Sing a Bit of Harmony
Pour plus de détails, voir Fiche technique et Distribution.
Sing a Bit of Harmony (アイの歌声を聴かせて, Ai no utagoe o kikasete) est un film d'animation japonais réalisé par Yasuhiro Yoshiura et sorti en 2021.

## Fiche technique
Sauf indication contraire, les informations mentionnées dans cette section peuvent être confirmées par la base de données cinématographiques IMDb,  présente dans la section « Liens externes ».
- Titre original : アイの歌声を聴かせて (Ai no utagoe o kikasete?)
- Réalisation : Yasuhiro Yoshiura
- Scénario : Yasuhiro Yoshiura, d'après l'œuvre d'Ichirō Ōkouchi
- Musique : Ryo Takahashi
- Animation : Kanna Kii et Shuichi Shimamura
- Montage : Kentarô Tsubone
- Production : Z. Charles Bolton et Samantha Herek
- Sociétés de production : Bandai Namco Arts, FUNimation Entertainment, J.C. Staff et Shōchiku
- Société de distribution : Shōchiku et FUNimation Entertainment
- Pays de production :  Japon
- Langues originales : japonais
- Format : couleur — 2,35:1
- Genre : animation, drame, musical, science-fiction
- Durée : 108 minutes
- Dates de sortie :
  - Royaume-Uni : 2 octobre 2021
  - Japon : 29 octobre 2021[1]
  - France : 14 juin 2022 (Festival d'Annecy) ; 31 août 2022 (sortie nationale)

## Chansons
Toutes les chansons du film sont interprétées par Tao Tsuchiya en japonais et Charlotte Hervieux en français.
- You've Got Friends ~Anata ni wa Tomodachi ga Iru~ (You’ve Got Friends ～あなたには友達がいる～)
- Umbrella
- Lead your partner

## Distribution

### Voix originales
- Tao Tsuchiya : Shion Ashimori
- Haruka Fukuhara : Satomi Amano
- Satoshi Hino : Thunder
- Mikako Komatsu : Aya
- Kazuyuki Okitsu : Gotchan
- Riho Sugiyama : Ryoko
- Sayaka Ohara : Mitsuko
- Asuka Kudō : Toma
- Kengo Kawanishi : Ishiguro
- Kenji Hamada : Nomiyama
- Kenjirō Tsuda : Saijō
- Kazlaser : voix additionnelles
- Miyu Sakihi : voix additionnelles

### Voix françaises
- Charlotte Hervieux : Shion Ashimori
- Alexandre Coadour : Go
- Emma Darmon-Gariepy : Aya
- Frédérique Marlot : Mitsuko
- Pablo Cherrey-Iturralde : Tōma
- Renaud Heine : Saijō
- Valérie Bachère : Satomi Amano
- Yann Pichon : Nomiyama
- Christine Sireyzol : femme pub
- Jean-Pierre Leblan : voix additionnelles